# Изо всех сил
«Изо всех сил» (англ. Over the Top) — художественный фильм режиссёра Менахема Голана о дальнобойщике Хоуке и попытке воссоединиться со своим сыном после долгой разлуки, вопреки всем проблемам.
Фильм имеет альтернативное название «Meet Me Half Way» («Встречай меня на полпути»).
Основан на реальных событиях. Прототипом персонажа Линкольна Хоука стал Джон Брзенк.

## Сюжет
Дальнобойщик Хоук (Сильвестр Сталлоне) на стареньком тягаче Autocar A64B встречает сына (Дэвид Менделхолл) после выпуска из военной академии. Это было желание умирающей матери и жены Хоука. Отец не видел сына с самого его рождения из-за разногласий с тестем (Роберт Лоджиа), крупным бизнесменом, который всегда был категорически против того, чтобы внук общался с отцом-неудачником. Сам сын тоже не в восторге от своего объявившегося отца, которого дедушка всегда выставлял в неприглядном свете. Но через какое-то время он понимает, что отец совсем не такой, и их многое объединяет. Помимо перевозки грузов, Хоук зарабатывает боями по армрестлингу и намеревается принять участие в чемпионате и выиграть кругленькую сумму и новенький грузовик Volvo White WIM 64T. Но дедушка просто так не сдаётся и делает всё, чтобы вернуть внука в насиженный особняк. Сын сбегает из резиденции своего деда, и держит путь на турнир по армрестлингу, где его отец борется за титул чемпиона.

## В ролях
- Сильвестр Сталлоне — Линкольн Хоук
- Роберт Лоджиа — Джейсон Катлер
- Дэвид Менденхолл — Майкл Катлер / Хоук
- Сьюзан Блэйкли — Кристина Катлер / Хоук
- Рик Цумвальт — Боб «Бык» Хёрли
- Брюс Уэй — Джон «Гризли»
- Реджи Беннетт — женщина-армрестлер (камео)
- Крис МакКарти — Тим Сэленджер
- Терри Фанк — Рукер
- Боб Битти — комментатор
- Аллан Граф — Коллинз
- Тони Мунафо — Тони

## Создание фильма
Фильм снимался с 9 июня по август 1986 года. Съёмки велись в различных штатах США, таких как Аризона, Невада, Калифорния, Колорадо, Юта. Например, сцены в военной академии снимались в колледже Помона (англ. Pomona College) города Клермонт (англ. Claremont) в Калифорнии. А сцены в особняке Катлеров были отсняты в здании Kirkeby по адресу 750 Bel Air Road, в Лос-Анджелесе, там же, где когда-то велись съёмки популярного телесериала «Деревенщина в Беверли Хиллс» (англ. The Beverly Hillbillies).

Премьера фильма состоялась 12 февраля 1987 года в Нью-Йорке. Самая поздняя премьера прошла в Западной Германии (30 апреля 1987 года). А по каким-то причинам в Венгрии фильм прошёл в кинотеатрах лишь спустя 3 года — 29 марта 1990 года.

Выход фильма сопровождали слоганы, такие как: «Кто-то борется за деньги… кто-то за славу… А он борется за любовь своего сына», «Линкольн Хоук борется за своего сына только так, как умеет», «Рокки, Рэмбо, Кобра и теперь Хоук, в величайшем сражении в своей жизни».

## Награды
В 1988 году фильм победил в номинации «Самая исполняемая песня из кино» («Meet Me Half Way» в исполнении Кенни Логгинса) на фестивале ASCAP Film and Television Music Awards. Награду вручили её авторам Джорджо Мородеру и Тому Уитлоку (англ. Tom Whitlock).

В этом же году, на конкурсе Young Artist Awards, Дэвид Менделхолл был номинирован на премию, как «Лучший молодой актёр в кино». Но премия обошла его стороной, зато фильм победил в номинации «Лучший семейный фильм в жанре Драма».
И, как это не парадоксально, на конкурсе Золотая малина (англ. Razzie Awards) фильму удостоили особенное внимание. Так, Дэвида Менделхолла выдвинули сразу в двух номинациях «Худший актёр-новичок» и «Худший актёр второго плана», а Сильвестра Сталлоне в номинации «Худший актёр». В итоге, с обоими «призами» ушёл лишь Дэвид Менделхолл.

## Саундтрек
Музыка ко всем песням из фильма была написана знаменитым Джорджо Мородером, а тексты Томом Уитлоком (англ. Tom Whitlock), кроме одной, исполненной младшим братом Сильвестра Сталлоне Фрэнком Сталлоне («Bad Nite»). Джорджо Мородер также являлся продюсером всех песен, присутствующих в фильме.

Известен факт, что песню «Winner Takes It All» изначально исполнил для фильма Джон Уэттон (солист группы Asia), но потом посчитал, что его голос не достаточно значителен для такой песни и предоставил её Сэмми Хагару (англ. Sammy Hagar).

Также, по американскому кабельному каналу TBS фильм демонстрировался с небольшими изменениями в песне «In This Country», звучащей в самом начале фильма.
Параллельно, в год выхода фильма, во многих странах был выпущен саундтрек к фильму на пластинках, содержащий 10 треков. На компакт-дисках и кассетах саундтрек был выпущен лишь в 1990 году, а в 2008 году переиздан заново.
По некоторым данным, в Японии этот саундтрек на компакт-диске был выпущен в год выхода фильма (1987).
Трек-лист саундтрека:
1. «Winner Takes It All» — Сэмми Хагар (англ. Sammy Hagar)
2. «In This Country» — Робин Зандер (англ. Robin Zander)
3. «Take It Higher» — Ларри Грин
4. «All I Need Is You» — Big Trouble
5. «Bad Nite» — Фрэнк Сталлоне (англ. Frank Stallone)
6. «Meet Me Half Way» — Кенни Логгинс (англ. Kenny Loggins)
7. «Gypsy Soul» — Asia
8. «The Fight (Instrumental)» — Джорджо Мородер
9. «Mind Over Matter» — Ларри Грин
10. «I Will Be Strong» — Эдди Мани (англ. Eddie Money)

## Релизы на видео
В 1987 году фильм был выпущен на видеокассетах и лазерных видео-дисках с «квадратным» изображением 4:3, а в 2005 увидел свет DVD в оригинальной размерности 2.35:1, в которой фильм и был снят.

Наполнение DVD во всех странах было практически одинаковое, за исключением некоторых незначительных деталей, вроде трейлеров и фотогалерей в качестве дополнительных материалов. Единственным релизом, на котором было что-то существенное — это DVD-релиз Германии, где на диске присутствовал документальный ролик «Silvester Stallone Superstar» (на немецком языке), а в бокс были вложены 6 карточек с фотографиями из фильма.
В сентябре 2009 года фильм выпущен на Blu-ray диске с одиноким трейлером к фильму в качестве бонуса.

В России «Изо всех сил» был официально выпущен на видеокассетах лишь в 2000-м году дистрибьютором «Гемини Фильм», а в 2005-м на DVD дистрибьютором «20th Century Fox» со звуковыми дорожками в формате Dolby Digital 5.1 и DTS (хотя английская дорожка в 2.0), и упакован в картонную обёртку.